# Dominique Naef
Dominique Daniel Naef és un astrofísic suís especialitzat en la detecció i caracterització de planetes extrasolars, dels quals n'ha descobert 17.
Naef es doctorà en astronomia el 2003 sota la direcció de Michel Mayor, durant els anys de doctorat realitzà observacions amb el telescopi suís a l'Observatori de La Silla, Xile. El 2004, treballà també a La Silla amb l'espectrògraf HARPS. El 2005 investigà a l'Observatori d'El Paranal amb el telescopi UT2-Kueyen.
Els exoplanetes que ha descobert, com a primer autor de l'article, són: HD 169830 b, HD 80606 b, HD 1237 b, HD 190360 b, HD 74156 c, HD 74156 b, HD 221287 b, HD 190647 b, HD 100777 b, HD 43197 b, HD 156411 b, HD 148156 b, HD 28254 b, HD 44219 b, HD 290327 b, HD 8535 b i HD 6718 b.